# Nagy-Somlyóhegyi-barlang
A Nagy-Somlyóhegyi-barlang a Duna–Ipoly Nemzeti Parkban lévő Pilis hegységben található. Magyarország megkülönböztetetten védett barlangjai között van. Turistatérképeken jelölve van a barlang bejáratának földrajzi elhelyezkedése.

## Leírás
Pilisjászfalu külterületén, a település központjától ÉK-re és magasabban lévő Nagy-Somlyó felhagyott kőbányájának 4. bányaszintjén, 320 m tszf. magasságban helyezkedik el a barlang ÉNy-ra néző bejárata. Turistatérképeken jelölve van a barlang bejáratának helye barlangjellel és a barlang nevének kiírásával. A barlangbejárat Pest vármegyében, a Komárom-Esztergom vármegyei határtól 100 m-re van.
A függőleges jellegű és hévizes eredetű barlangban denevérek is előfordulnak. A pilisjászfalui terület leghosszabb és legmélyebb barlangja. A lezárt barlang engedéllyel tekinthető meg. Naponta legfeljebb 2 csoport látogathatja. Egy csoport maximum 6 személyből állhat. A denevérek nyugalmi időszakában korlátozva van bejárása.
1994-ben volt először Nagy-Somlyóhegyi-barlang néven leírva a barlang. Előfordul a barlang az irodalmában Nagy-Somlyó-hegyi-barlang (Szabó 2002), Nagysomlyó-hegyi-barlang (Juhász, Takácsné 1993) és Nagy Somlyói-barlang (Kárpát 1991) neveken is.

## Kutatástörténet
A Kárpát József által 1991-ben írt kéziratban meg van említve, hogy a Nagy Somlyói-barlang (Piliscsaba) 35 m hosszú és 20 m mély. Az Erzsébet SC Barlangkutató Szakosztálya 1993. évi jelentésében az olvasható, hogy a Nagy-Somlyóhegyi-barlangban főleg feltáró kutatást folytat a szakosztály. A felső részen kürtőket mászik ki, az alsó végpontnál nagy bontómunkát készít elő. Jászfalutól ÉK-re, a településtől magasabban lévő felhagyott kőbánya egykori 4. bányaszintjén, 320 m tszf. magasságban helyezkedik el a barlang ÉNy-ra néző bejárata. A bejárat Pest vármegyében, a Komárom-Esztergom vármegyei határtól 100 m-re van. A bejárat jól felismerhető erőteljes tektonikus hasadék, amely ÉNy-ra 80°-ra dől. A repedés vonalában 30° lejtésű és kb. 70×120 cm átmérőjű hévforráscső alkotja a barlang bejáratát, amely robbantás után lett megtalálva.
A hegyet kettéválasztó tektonikus hasadékban jött létre a barlang. Nagy esély van a karsztvízszintig (tszf. 150 m) lenyúló, függőleges jellegű, de valószínűleg vízszintesen is jelentős méretű, hévizes keletkezésű barlang feltárására. A nagyobb barlang létezését az alábbi tények is alátámasztják: 20 m-es függőleges, enyhén csavarodott, átlag 2×3 m-es méretű, markáns oldásról tanúskodó hévizes akna, alján álfenékkel, melynek kőzettörmelék nyílásain keresztül ledobott kis kövek tovább gurulnak, pattognak. A végpontból teljes keresztmetszetben felfelé áramlik az átlag 2–3 m/min. sebességű barlangi huzat, amely a barlang feletti bányateraszon lévő, azóta betömedékelt nyílás felett a leghidegebb időben, a legvastagabb havat is elolvasztja kb. 6 m²-es területen.
A barlang bejáratai, a felső, amely el van tömedékelve, és az alsó, amely szabadon járható, 1978-ban tárultak fel. A jelentés írója 16 évesen valószínűleg az elsők között járta be az aljáig. Akkor még strázsahegyi-sátorkőpusztai szépségű aragonitpamacsok is díszítették néhány helyen. 1993. decemberben kezdték el a szakosztály tagjai a felső, felszínhez közeli részek kimászását, amelynek 1994. február 12-én sikere lett. Ekkor töredezett tetejű, 4×5 m-es termet tártak fel, amelyből függőlegesen indul lefelé az akna. Ez a terem a barlang legfelső pontja. A barlang alsó bontási helyén a legvalószínűbb további járatok feltárása és ezért innen távolítják el a tagok a kitöltést bontással. Nagy patkósdenevért figyeltek meg a barlangban. A kézirathoz mellékelve lett 17 olyan fénykép, amelyek a barlangban készültek. A fényképek 24×36-os színes 21 dines filmre készültek.
A jelentésbe bekerült a barlang hosszmetszet térképvázlata, amelyet Brusznyiczki Pál, Brusznyiczki Zoltán, Lipták Béla, Lipták Zoltán, Paul György, Szabó Gyula és Wéber Iván készítettek, valamint Szabó Gyula szerkesztett. A térképvázlaton jelölve vannak azok a helyek, amelyeket a fényképek bemutatnak. A metszeten piros körrel jelölt helyek mutatják a fokozottan omlásveszélyes, statikai biztosító műtárgyakkal megerősítendő helyeket. Az 1993. évi Karszt és Barlangban meg van említve, hogy az Erzsébet SC Barlangkutató Szakosztálya a Nagysomlyó-hegyi-barlangban (Pilis hegység), 1993-ban, egy felső kis termet tárt fel, és előkészítette a barlang mélyponti törmelékkitöltésének bontását. A szakosztály elvégezte a 22 m mély, hévizes kürtő jellegű barlang térkép- és fotódokumentálását. A Poligon Barlangkutató Geológiai Hidrológiai Egyesület 1995-ben, az 1995. évi állapotnak megfelelően megrajzolta a barlang hosszmetszet térképét, amelyen a barlangba 1995-ben beépített támfalak ábrázolva vannak.
Az egyesület 1995. évi jelentésébe bekerült a barlang 1995-ben készült hosszmetszet térképe és egy felszíni, 1:50.000 méretarányú térkép, amely a Görényluk-barlang környékét ábrázolja. A felszíni térképen látszik a térképen jelölt Nagy-Somlyóhegyi-barlang földrajzi elhelyezkedése. 1998. május 14-től a környezetvédelmi és területfejlesztési miniszter 13/1998. (V. 6.) KTM rendelete szerint a Duna–Ipoly Nemzeti Park Igazgatóság illetékességi területén, a Pilis hegységben található Nagy-Somlyóhegyi-barlang az igazgatóság engedélyével látogatható. A 2002. évi MKBT Tájékoztatóban szó van arról, hogy az Erzsébet SC Barlangkutató Szakosztály 1993. június 1-jén kapta meg a Nagy-Somlyó-hegyi-barlang kutatásához szükséges engedélyt. Az akkori alsó végpont 16 m mélyen volt egy nagy kőomladékban. Az 1994-ben végzett, gyakori bontó és járatbiztosító munkák mellett, a tagok külön kért engedély birtokában lezárták a barlangbejáratot.

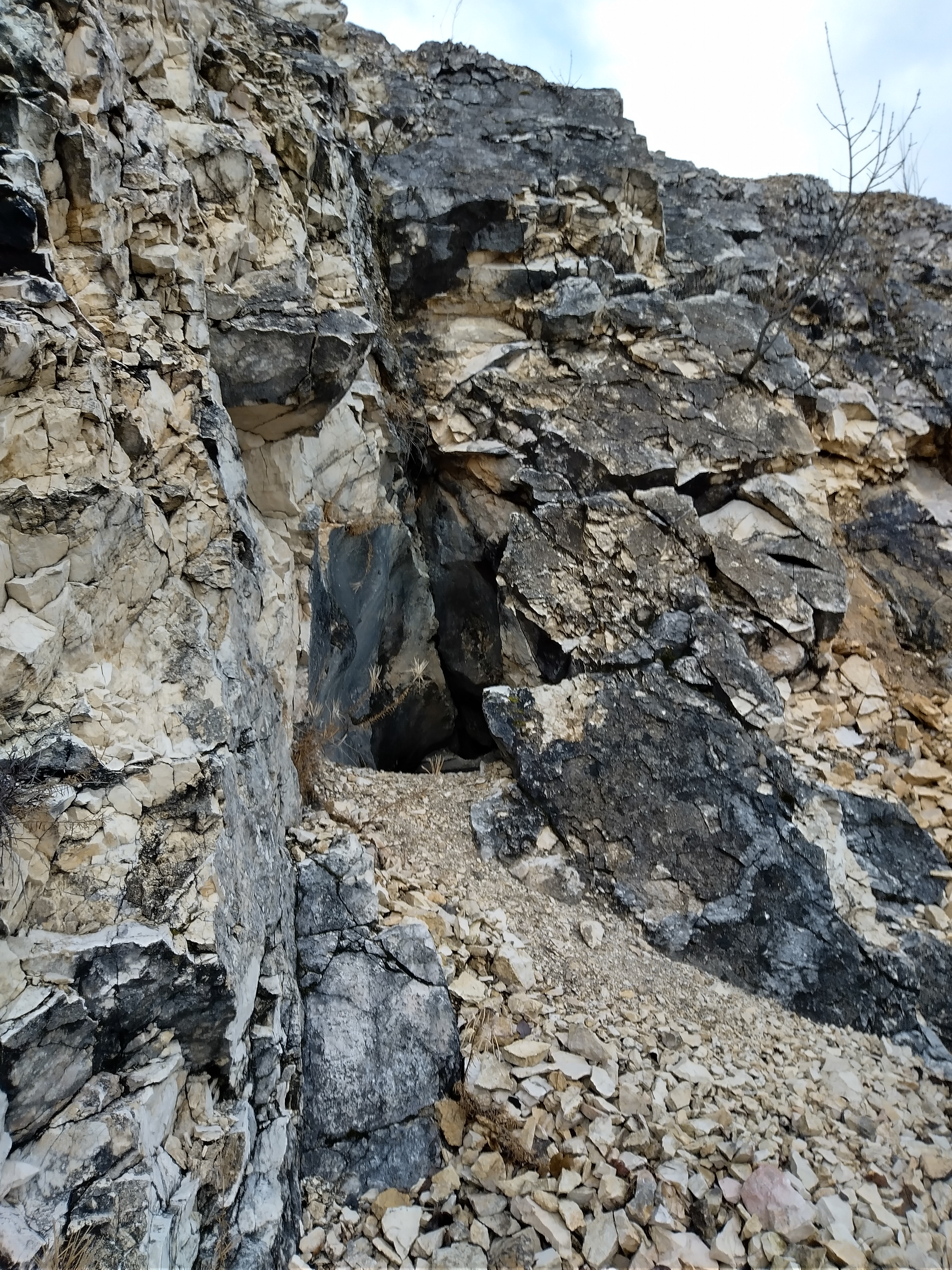
A Nagy-Somlyóhegyi-barlang bejárata

A szakosztály tagjai 1995-ben, Poligon Barlangkutató Geológiai Hidrológiai Egyesület néven egy kitermelt kövekkel bélelt nagyméretű vasbeton támfalat építettek a barlang nagy omladékába. A barlang 1995-ben 27 m mély volt. 1996-ban jutottak be a barlang addig ismeretlen szakaszaiba és kezdték el kifúrni a barlang felméréséhez szükséges poligon pontokat. A barlang 50,3 m mély volt 1996-ban. A legmélyebb barlangja lett a pilisjászfalui térségnek. Folytatták a barlangi bányabiztosítási munkát. 1997-ben felmérték a barlangot. 1998-ban denevér-megfigyeléseket és biztosítási munkát végeztek benne. 1999-ben kiszerelték a környéken lévő, általuk kutatott barlangokból a beépített technikai eszközöket. Ebben az évben nem történt feltárás a barlangban, mert a barlang alsó végpontján keletkezett omlásveszély és a munkavégzésekkor 3–4 órán belül feldúsuló szén-dioxid nagyon veszélyessé tette az alsó végponti munkát.
A barlang többi kutatási pontján a szálkőben lévő járatelszűkülések teszik nehézzé az új járatok feltáró kutatását. 1999-ben a barlangban májustól októberig átlagban 3–4 fajból és 20–30 példányból álló denevér populációt figyeltek meg, amely 10–15 egyedre csökkent rövidebb időszakokra. Csak egyszer jártak a barlangban telelési időszakban, akkor 17 denevér egyedet észleltek. Ebben nincs benne az a 15–18 kis patkósdenevérből álló csoport, amely mindig a barlang felső, omladékos járatában tanyázik. Az egyesület már az előző jelentéseiben is említette a denevérek jelenlétével is indokolt barlangi munkálatok időbeni és számbeli korlátozásának szükségességét.
A 2003-ban kiadott, Magyarország fokozottan védett barlangjai című könyvben található, Egri Csaba és Nyerges Attila által készített mélységi lista szerint a Pilis hegységben lévő és 4840-205 barlangkataszteri számú, 2002-ben 52 m mély Nagy-Somlyóhegyi-barlang Magyarország 77. legmélyebb barlangja 2002-ben. 2005. szeptember 1-től a környezetvédelmi és vízügyi miniszter 22/2005. (VIII. 31.) KvVM rendelete szerint a Duna–Ipoly Nemzeti Park Igazgatóság működési területén, a Pilis hegységben található Nagy-Somlyóhegyi-barlang a felügyelőség engedélyével látogatható. A Duna–Ipoly Nemzeti Park Igazgatóság működési területén, a Pilis hegységben elhelyezkedő és 4840/205 kataszteri számú Nagy-Somlyóhegyi-barlang, 2006. február 28-tól, a környezetvédelmi és vízügyi miniszter 8/2006. KvVM utasítása szerint, megkülönböztetett védelmet igénylő barlang.
2007. március 8-tól a környezetvédelmi és vízügyi miniszter 3/2007. (I. 22.) KvVM rendelete szerint a Duna–Ipoly Nemzeti Park Igazgatóság működési területén lévő Pilis hegységben elhelyezkedő Nagy-Somlyóhegyi-barlang az igazgatóság engedélyével tekinthető meg. A Duna–Ipoly Nemzeti Park Igazgatóság működési területén lévő és 4840-205 kataszteri számú Nagy-Somlyóhegyi-barlang, 2012. február 25-től, a vidékfejlesztési miniszter 4/2012. (II. 24.) VM utasítása szerint, megkülönböztetetten védett barlang. 2013. július 19-től a vidékfejlesztési miniszter 58/2013. (VII. 11.) VM rendelete szerint a Nagy-Somlyóhegyi-barlang (Pilis hegység, Duna–Ipoly Nemzeti Park Igazgatóság működési területe) az igazgatóság hozzájárulásával látogatható. 2021. május 10-től az agrárminiszter 17/2021. (IV. 9.) AM rendelete szerint a Nagy-Somlyóhegyi-barlang (Pilis hegység, Duna–Ipoly Nemzeti Park Igazgatóság működési területe) az igazgatóság engedélyével látogatható. A 13/1998. (V. 6.) KTM rendelet egyidejűleg hatályát veszti.